# 中西妙子
中西妙子（1931年2月11日—）是日本的女聲優，廣島縣廣島市出身。曾從屬於青二Production，現在自由職業。
代表作品有《玻璃假面》（1984年榮研版）（月影千草）、《小甜甜》（旁白）、《小公主莎拉》（瑪莉亞·明晴院長）、《愛的小婦人物語》（美雅麗·柯蒂斯·馬區）等等。

## 經歷、特色、人物像

### 特色
- 在聲優（配音員）界為資深前輩，在動畫、配音、旁白的地方非常的活躍。擔任國外明星珍妮·夢露、安妮·吉拉德、費·唐娜薇的配音。
- 在世界名作劇場系列常被廣為人知，在系列中有代表1個以上的人物。
- 有被爆經驗者的經歷，原子彈的主題故事《赤腳阿元》、《沒有小黑的夏天》、《黑雨的襲擊》的演出時使用廣島腔。
- 拿手項目是高爾夫、游泳、民族舞蹈。

## 經歷故事
- 1985年播映的動畫《小公主莎拉》，在裡面擔任莎拉前來「明晴女子學院」的明晴院長這個角色。
- 在這部作品裡明晴擔任欺負莎拉這個角色的其中一人，故事中期欺負的極為激烈的時候，除了明晴之外還有另外一位欺負主角莎拉的拉維妮亞被批判。結果擔任明晴的中西和擔任拉維妮亞的山田榮子招來了觀眾的怨恨，發生了讓中西和山田收到了送有剃刀的信。
- 在這個動畫結束之後，中西說「她不想再次演像明晴一樣的角色來」。

## 演出作品

### 電視動畫
- 阿爾卑斯山的少女海蒂（蒂堤）
- 海王子（海豚媽媽、粉）
- 英國戀物語艾瑪（凱莉・史東納）
- SF西遊記Starzinger（克莉絲汀）※第5話
- 圓桌武士物語 燃燒吧！亞瑟（尤莉安絲）
- 玻璃假面（1984年榮岩版）（月影千草）
- 奇天烈大百科（愛子）
- 小甜甜（旁白、寶妮老師、艾爾洛伊姑婆）
- 銀河鉄道999（花子的母親、愛格特莉娜、瓦爾裘蓮）
- 銀河烈風（愛麗卡・泰納）※第25話、第29話
- 鬼太郎（第2部）（骨女、銀太的母親、友吉的母親）
- 鬼太郎（第3部）（老奶奶）
- 森林大帝（新）（媽媽）
- 少年蘆邊（旁白）
- 新竹取物語千年女王（聖少女拉蕾拉）
- 新吃驚人（異聖Mesia）
- 世界名作劇場系列
  - 法蘭德斯之犬（愛麗娜·柯傑茲）
  - 佩琳物語（安娜·彭田培利）
  - 牧場上的少女卡特莉（英妮絲·李拉克）
  - 小公主莎拉（瑪莉亞·明晴院長）
  - 愛少女波麗安娜物語（旁白、史諾夫人、福特夫人第一代）
  - 愛的小婦人物語（美雅麗·柯蒂斯·馬區）
  - 小婦人物語 南與喬老師（美雅麗·柯蒂斯·馬區）※第4話
- 塔歐塔歐兒童書館 世界動物話（塔歐塔歐的母親）
- 小維京人冒險記（伊爾巴）
- 超力電磁俠（女醫生）
- 尼爾斯的不可思議之旅（天氣魔女）
- 美少女戦士R（魔界樹）※第12話、第13話
- 銅鑼太郎（絹代）
- 漫畫日本史（北條政子、淀殿）
- 名偵探柯南（先崎茂子）
- 燃燒吧！亞瑟 白馬王子（娥蘇拉）
- 山鼠洛基查克（克瓦克太太）
- 若草四姊妹（旁白）

### OVA
- 佛典故事（旁白）
- 危險調查員（白鳥幸子）

### 劇場動畫
- 鬼來了（旁白）
- 小邦的一家蘭蘭（美雪阿姨）
- 蟑螂們的黄昏（一郎的母親）
- The Five Star Stories（旁白）
- 三國志 第一部 英雄們的黎明（劉玄徳的母親）
- 三國志 第二部 燃燒的長江！（劉玄徳的母親）
- 太陽之法（崔爾）
- 吉林的鈴（吉林的母親）
- 超人洛克（蕾蒂卡恩）
- 赤腳的阿元（花）
- 爸爸媽媽再見（奶奶）
- MARCO 尋母三千里（修道院院長）
- 獨角獸（老奶奶）

### 外語配音
- 大法師（克莉絲・麥克尼爾（愛倫・柏斯丁））TBS版1980年3月31日初播映時
- 前往艾凡里的道路（婦人會長）※第2系列第25話
- 仁心仁術（萊格）※第91話
- 火龍（旁白）
- 星際大戰四部曲：曙光乍現（貝爾·萊斯）※1985年星期五上映版
- 夏洛克·福爾摩斯的冒險（柯爾達小姐、瑪卡）※第30・39話
- 昆恩醫生（伊麗莎白·昆恩）
- 曙光地帶 超次元的體驗
- 柏納比警官※第21・22話
- 賓漢（蜜莉安）※1981年朝日電視台版
- 我甜蜜的回憶（伊麗莎白）※第系列33話
- 名探偵白羅（丹尼爾斯夫人）※第2系列第17話
- 名探偵白羅 杉木的柩（威爾曼夫人）